# Felice Bauer
Pour les articles homonymes, voir Bauer.
 (mars 2022).
Si vous disposez d'ouvrages ou d'articles de référence ou si vous connaissez des sites web de qualité traitant du thème abordé ici, merci de compléter l'article en donnant les références utiles à sa vérifiabilité et en les liant à la section « Notes et références ».
Felice Bauer, née le 18 novembre 1887 à Neustadt-en-Haute-Silésie et morte le 15 octobre 1960 à Rye, est une correspondante puis fiancée, par deux fois, de Franz Kafka.

## Biographie
Felice Bauer est issu d'une famille juive de la classe moyenne. Son père, Carl Bauer, travaillait comme vendeur d'assurances ; sa mère, Anna Bauer, née Danziger, était la fille d'un teinturier. Felice avait quatre frères et sœurs : Else (1883–1952), Ferdinand (1884–1952), Erna (1885–1978) et Antonie (1892–1918), dite Toni . En 1899, sa famille déménage de Haute-Silésie et s'installe à Berlin.
Felice, qui en 1908 avait interrompu ses études commerciales parce que son père avait des difficultés financières, travaillait depuis 1909 comme sténodactylographe pour une maison de disques à Berlin. Un an plus tard, elle rejoint l'entreprise Carl Lindström AG, dont elle devient peu après directrice générale.
Franz Kafka la rencontre le soir du 13 août 1912, alors qu'il rend visite à son ami Max Brod, dont la sœur Sophie était mariée à un cousin de Felice Bauer. Dans son journal, à la date du 20 août 1912, Kafka raconte sa première impression sur Félice Bauer et avoue l'avoir trouvée plutôt laide à première vue.
Kafka commence à lui écrire le 20 septembre suivant. Il se fiance avec elle en 1914 mais l'engagement est rompu seulement quelques semaines plus tard. Mi-1917, les deux se fiancent à nouveau avant une nouvelle rupture par Kafka en décembre. Pendant toute cette période, ils échangent abondamment. Felice a conservé plus de 500 lettres de Kafka, qui sont publiées en 1967 sous le titre Lettres à Felice.
Kafka lui a dédié la nouvelle Le Verdict , écrite en 1912 et publiée en 1913.
En 1919, peu après la fin de sa relation avec Franz Kafka, Felice épousa Moritz Marasse (1873-1950), de 14 ans son aîné. Deux enfants naissent de cette union : un fils, Heinz (1920-2012), et une fille, Ursula (1921-1966).
À la suite de la crise économique mondiale de 1929 et du succès des nazis aux élections du Reichstag en 1930, la famille, en difficultés financières, déménage en Suisse en 1930/31 puis, en 1936, émigre en Californie. Felice Bauer doit subvenir aux besoins de la famille. Son mari décède en 1950. En 1956, Felice Bauer est contrainte par la maladie et les difficultés financières qui en résultent de vendre à l'éditeur Salman Schocken les nombreuses lettres qu'elle a reçues de Kafka.